# Koplany
Koplany – wieś w Polsce położona w województwie podlaskim, w powiecie białostockim, w gminie Juchnowiec Kościelny.
W latach 1975–1998 miejscowość administracyjnie należała do województwa białostockiego.
We wsi istnieje zespół folklorystyczny „Koplanianki” założony i od wielu lat prowadzony przez Halinę Czykier.
Wierni kościoła rzymskokatolickiego należą do parafii św. Antoniego Padewskiego w Niewodnicy Kościelnej.

## Historia
- Początek wsi Koplany dały dobra ziemskie nadane na początku XVI w. Krzysztofowi Siestrzewitowskiemu, staroście tykocińskiemu, przy uczęszczanym gościńcu Zabłudów-Choroszcz nad rzeką Niewodnicą.
- Początkowo ten majątek był nazywany „Niewodnica Siestrzewitowskich” i miał powierzchnię 110 ha.
- W końcu XVI w. i na początku XVII nastąpiło rozdrobnienie dóbr, które wyszły z rąk Siestrzewitowskich.
- W roku 1622 pierwszy raz spotykamy zapisaną w dokumencie nazwę „Koplany”.
- W 1638 gospodarstwo folwarczne było własnością Jana Brzóski.
- W roku 1676 folwark był własnością Stanisława Jana Mokrzyckiego miecznika ziemi bielskiej.
- Kolejnymi właścicielami była rodzina Orsettich i później Burzyńskich.
- W 1838 w Koplanach była karczma. Właścicielem jej był Piotr Krawczenko. Karczma była blisko dworu, przy moście przez rzekę Niewodnicę.
- W II poł. XIX wieku właścicielem majątku został Wincenty Szamotuła, który był posesorem do roku 1900.
- We wsi było dymów włościańskich 18, były też i grunta dworskie podzielone na trzy części: jedna Wincentego Szamotułły, druga Aleksandra Brzozowskiego, trzecia Jana Kuźmińskiego.
- W 1903 roku Szamotuła założył cegielnię, która zaopatrywała szybko rozwijający się w tych latach Białystok.
- Kolejnym właścicielem majątku był Bazyli Andrejew, który posiadał go do sprzedaży w 1928 roku Mironowi Babulewiczowi. Rok 1928 zamknął dworską historię Koplan. Odtąd stały się tylko gospodarstwem chłopskim.
- W latach 1936–1939 dokonano scalenia gruntów wsi Koplany.
- W roku 1954 w wybudowano małą kaplicę, na miejscu dawnej, jeszcze mniejszej. Regularnie w każdą niedzielę i w święta odprawiane są w niej msze św. i nabożeństwa. Odpust w Święto Przemienienia Pańskiego (6 sierpnia).
- 8 sierpnia 1991 oddano do użytku wodociąg zaopatrujący w wodę całą wieś.

Dawne nazwy: Niewodnica Koplańska, Niewodnica Koplany, Niewodnica Siestrzewitowskich